# Анатолій Кирику
Анатолій Кирику  (рум. Anatolii Cîrîcu, 14 вересня 1988) — молдавський важкоатлет. Чемпіон Європи 2012 року.

## Виступи на Олімпіадах
| Олімпіада   | Вагова категорія | Місце                     |
| ----------- | ---------------- | ------------------------- |
| Лондон 2012 | до 94 кг         | ( Бронза) дискваліфікація |

У серпні 2015 року розпочалися повторні аналізи на виявлення допінгу зі збережених зразків з Олімпійських ігор у Пекіні 2008 року та Лондоні 2012 року.
Перевірка зразків Анатолія Кирику з Лондона 2012 року призвела до позитивного результату на заборонену речовину дегідрохлорметилтестостерон (туринабол). Рішенням дисциплінарної комісії Міжнародного олімпійського комітету від 27 жовтня 2016 року в числі 8 спортсменів він був дискваліфікований з Олімпійських ігор в Лондоні 2012 року і позбавлений бронзової олімпійської медалі.